# Ксенофан (лунный кратер)
Кратер Ксенофан (лат. Xenophanes), не путать с кратером Ксенопонт (лат. Xenophon) — большой древний ударный кратер в северо-западной области видимой стороны Луны. Название присвоено в честь древнегреческого поэта и философа Ксенофана (570—480) и утверждено Международным астрономическим союзом в 1935 г. Образование кратера относится к донектарскому периоду.

## Описание кратера
Ближайшими соседями кратера Ксенофан являются кратер Почобут на западе; кратеры Смолуховский и Панет на северо-западе; кратер Буль на севере-северо-западе; кратер Клеострат на севере-северо-востоке; кратер Энопид на востоке; кратер Репсольд на юге и кратер Вольта, примыкающий к кратеру Ксенофан на юге-юго-западе. На юго-востоке от кратера Ксенофан находится Океан Бурь. Селенографические координаты центра кратера 57°29′ с. ш. 82°01′ з. д. / 57,49° с. ш. 82,01° з. д., диаметр 117,6 км, глубина 3,14 км.
Кратер Ксенофан имеет полигональную форму и практически полностью разрушен за длительное время своего существования. Вал значительно сглажен и перекрыт множеством кратеров различного размера, западная часть вала рассечена несколькими ущельями, к северо-западной части вала примыкает крупный сателлитный кратер Ксенофан A (см. ниже). Дно чаши кратера частично выровнено базальтовой лавой, особенно в восточной части. В южной и северо-восточной части чаши видны останки двух крупных кратеров, соединенных массивным хребтом, в котором выделяются три пика высотой 1100, 1400 и 1200 м.
За счет своего расположения у северо-западного лимба Луны кратер при наблюдениях с Земли имеет искаженную форму.

## Сателлитные кратеры
| Ксенофан | Координаты                                            | Диаметр, км |
| -------- | ----------------------------------------------------- | ----------- |
| A        | 60°04′ с. ш. 84°50′ з. д. / 60,07° с. ш. 84,83° з. д. | 43,2        |
| B        | 59°29′ с. ш. 80°34′ з. д. / 59,48° с. ш. 80,56° з. д. | 14,4        |
| C        | 59°35′ с. ш. 78°57′ з. д. / 59,58° с. ш. 78,95° з. д. | 9,9         |
| D        | 58°37′ с. ш. 77°38′ з. д. / 58,62° с. ш. 77,63° з. д. | 12,3        |
| E        | 58°04′ с. ш. 85°44′ з. д. / 58,06° с. ш. 85,74° з. д. | 15,7        |
| F        | 56°41′ с. ш. 73°28′ з. д. / 56,69° с. ш. 73,46° з. д. | 27,8        |
| G        | 56°56′ с. ш. 75°59′ з. д. / 56,94° с. ш. 75,99° з. д. | 7,3         |
| K        | 58°42′ с. ш. 84°34′ з. д. / 58,7° с. ш. 84,56° з. д.  | 14,1        |
| L        | 54°49′ с. ш. 78°32′ з. д. / 54,81° с. ш. 78,54° з. д. | 22,4        |
| M        | 54°48′ с. ш. 79°37′ з. д. / 54,8° с. ш. 79,62° з. д.  | 9,1         |

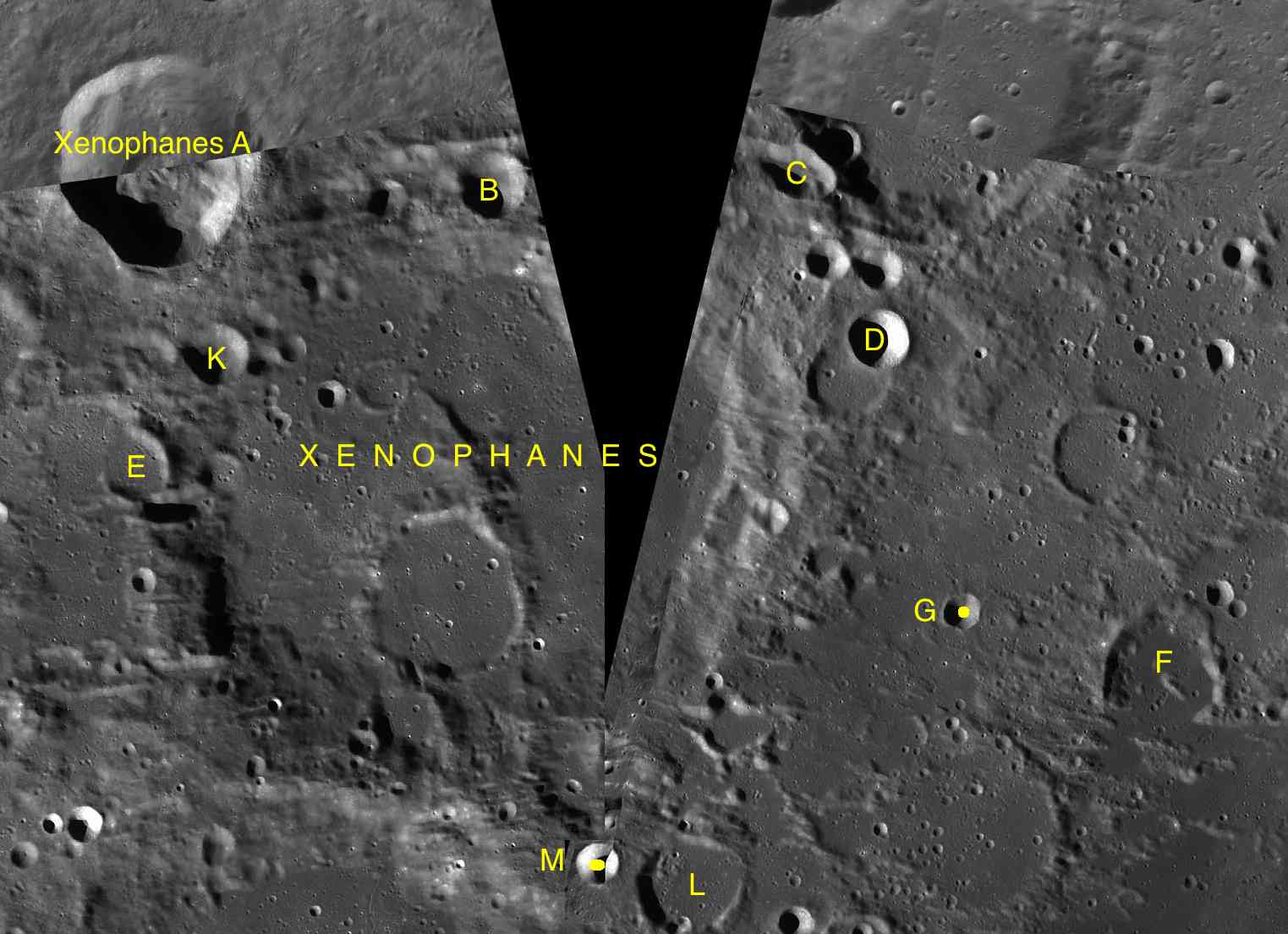
Фрагменты карт LAC-10, LAC-21.

- Образование сателлитного кратера Ксенофан A относится к позднеимбрийскому периоду[1].

## См.также
- Список кратеров на Луне
- Лунный кратер
- Морфологический каталог кратеров Луны
- Планетная номенклатура
- Селенография
- Минералогия Луны
- Геология Луны
- Поздняя тяжёлая бомбардировка